# Camping World Truck Series
La Camping World Truck Series (anciennement NASCAR SuperTruck Series presented by Craftsman ou NASCAR Craftsman Truck Series) est une compétition automobile mettant en présence des pick-ups modifiés. Cette compétition est la troisième compétition organisée par la NASCAR après la Xfinity Series et la NASCAR Cup Series.
Le sponsor principal de cette compétition depuis la saison 2009 est la société Camping World (en) modifiant le nom originel de l'événement. Cette société a remplacé la société Craftsman (en) ayant sponsorisé la compétition entre 1996 et 2008.

## Histoire

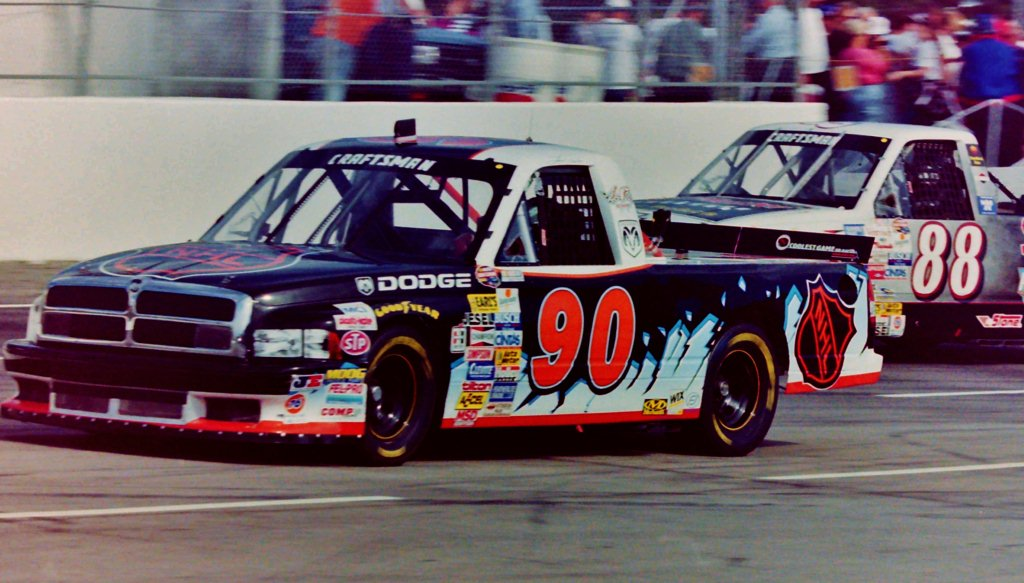
Les véhicules de (no 90) et de (no 88) lors d'une course en 1998

L'idée qui donne vie aux Craftsman Truck Series date de 1993. À cette époque, un groupe de pilotes offroad (Dick Landfield, Jimmy Smith, Jim Venable et Frank "Scoop" Vessels (en)) crée un prototype de pick-up stylé « NASCAR ». La première démonstration a lieu au Daytona 500 en 1994, suivie par d'autres tout au long de la saison. Ces pick-ups retouchés s'avèrent très populaires, ce qui amène la NASCAR à créer une compétition officielle.
La société spécialisée en lignes d'outils Craftsman (en) signe un contrat de sponsoring de trois ans. Le nom officiel de la compétition devient "Craftsman Truck Series" en 1996. De ce fait, la bourse de 580 000 US $ devient supérieure à celle de la Busch Grand National Series.
Bien que toute nouvelle, la compétition recueille un soutien immédiat de nombreux pilotes et propriétaires d'équipes évoluant en Winston Cup Series comme les propriétaires de NASCAR Cup Series, Richard Childress (en), Rick Hendrick et Jack Roush (en) ou les pilotes célèbres tels Dale Earnhardt et Ernie Irvan. La série attire également l'attention d'autres pilotes issus d'autres catégories tels Sammy Swindell (en), Walker Evans, le vétéran Mike Bliss ou encore Jerry Glanville (en) ancien entraîneur des Falcons d'Atlanta. La première course officielle dénommée la Skoal Bandit Copper World Classic 1995 (en) se déroule le 5 février sur le Phoenix International Raceway. La course se déroule devant 38 000 spectateurs établissant un nouveau record pour une compétition automobile et voit la victoire du futur champion de la saison Mike Skinner empêchant le pilote vétéran de NASCAR Cup Series Terry Labonte de gagner.

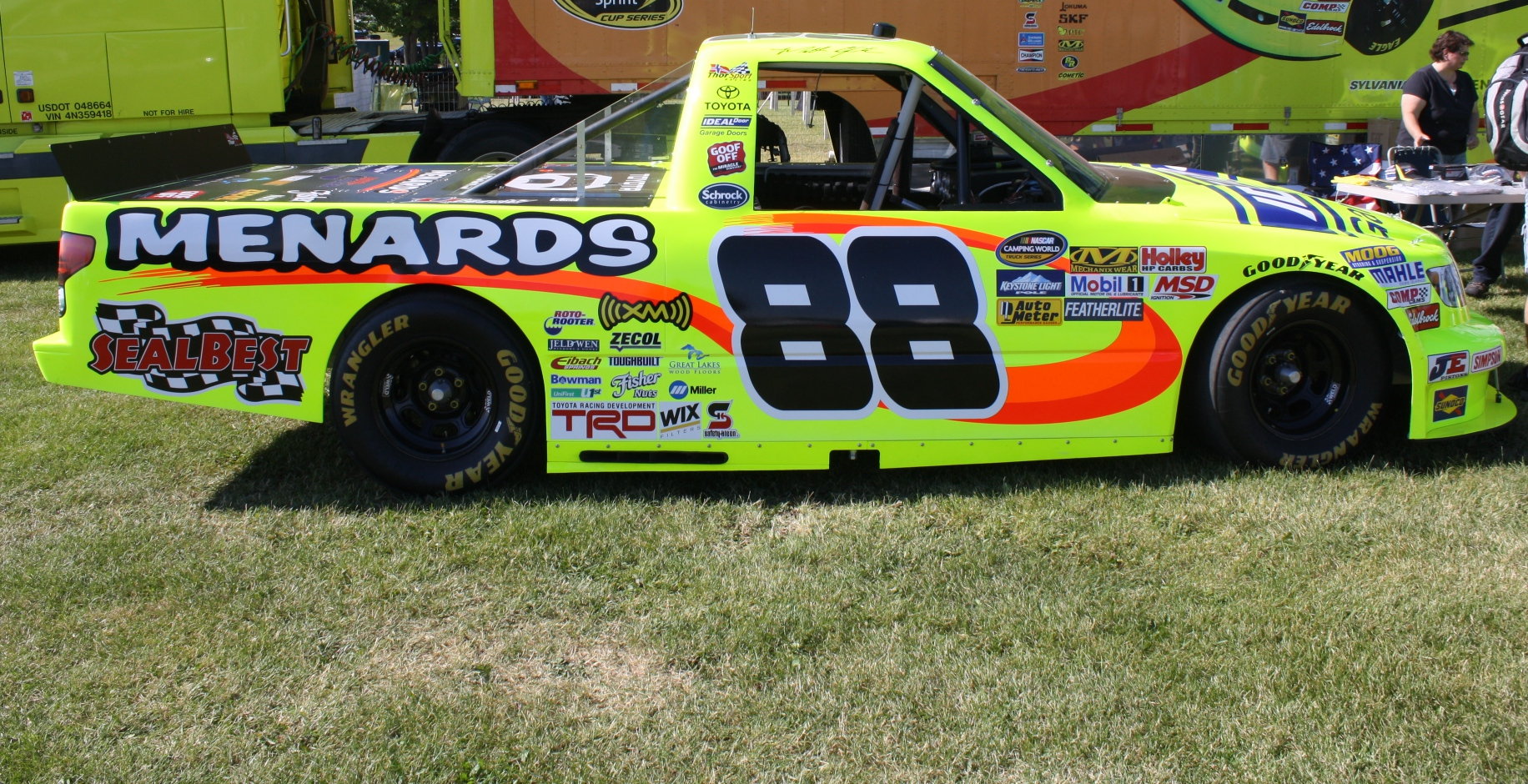
Le véhicule de double champion de la Camping World Truck Series.

En fin de saison 2008, la société Craftsman cesse le sponsoring mais celui-ci est repris pour sept années par la société Camping World. La compétition est renommée « Camping World Truck Series ».
Disposant de moyens financiers moindres par rapport à des coûts ne cessant de croître, les organisateurs doivent se battre à tous les niveaux, entraînant une diminution du montant des prix et une réduction du nombre des écuries. Par exemple, la Richard Childress Racing (œuvrant en Cup Series avec 31 victoires en Truck Series) cesse notamment d'évoluer en Truck Series après la saison 2013. Après la saison 2014, Brad Keselowski estimera que son écurie (la Brad Keselowski Racing (en)) aura perdu 1 million de $ malgré leur victoire en championnat. Il déclare au Sporting News que si on évolue en Truck Series, il faut pouvoir assurer de perdre constamment de l'argent et que c'est ainsi que le système fonctionne
. Son écurie cessera ses activités après la saison 2017. Pour réduire les frais, la NASCAR impose aux écuries d'utiliser des moteurs scellés. Elles ne peuvent utiliser un moteur neuf que lors de maximum trois courses par saison. De plus, le nombre de mécaniciens autorisés au-dessus du muret lors des pitstop passe de 7 à 5. Le changement de pneus ne peut plus se faire que lors d'un seul arrêt aux stands en 2009 et il en va de même pour le ravitaillement en essence. Ce dernier point est abandonné depuis la saison 2010.
Depuis le début de saison 2011, la NASCAR décide que les pilotes évoluant dans leurs trois divisions (Cup, Xfinity et Truck) ne peuvent plus entrer en compte annuellement que pour un seul des trois titres décernés. Ils peuvent cependant continuer de courir dans plusieurs catégories.
Le 19 janvier 2016, la NASCAR annonce l'introduction de playoff similaire au système en vigueur en NASCAR Cup Series, la Chase for the Championship. Alors que la Chase en NASCAR Cup Series comporte quatre niveaux (appelés rounds), l'Xfinity Series et la Truck Series ont choisi de n'en utiliser que trois.
À l'issue des 26 premières courses, les douze pilotes ayant obtenu le plus de points de championnat sont retenus pour concourir pour le titre de champion de la saison. À chacun des deux premiers niveaux, quatre de ces douze pilotes sont éliminés de la course au titre (ceux qui auront accumulé le moins de points). Les quatre derniers pilotes (ceux ayant obtenu le plus de points) se disputent le titre lors de la dernière course et celui y obtenant le plus de points est sacré champion des Truck Series.
- Niveau (round) des 12 (courses 27 à 29) :
Les 12 pilotes qualifiés pour la Chase débutent avec 2 000 points.
- Niveau (round) des 8 (courses 30 à 32) :
Les 8 pilotes qualifiés débutent avec 3 000 points.
- La course du titre, avec les 4 meilleurs pilotes (dernière course) :
Les quatre derniers pilotes en course pour le titre ont leurs points ramenés à 4 000 et celui qui termine avec le plus de points la dernière course est sacré champion des Truck Series.

## Palmarès
| Année     | Pilote                 | Victoire | Pole position | Top 10 | Numéro | Marque/Modèle | Propriétaire                | Sponsor                                        |
| --------- | ---------------------- | -------- | ------------- | ------ | ------ | ------------- | --------------------------- | ---------------------------------------------- |
| 2024 (en) | Ty Majeski             | 3        | 6             | 14     | 98     | Chevrolet     | ThorSport Racing (en)       | Road Ranger                                    |
| 2023 (en) | Ben Rhodes (en)        | 1        | 0             | 14     | 99     | Chevrolet     | ThorSport Racing (en)       | NA                                             |
| 2022 (en) | Zane Smith             | 4        | 3             | 19     | 38     | Toyota        | Front Row Motorsports       | NA                                             |
| 2021 (en) | Ben Rhodes (en)        | 2        | 0             | 16     | 99     | Chevrolet     | ThorSport Racing (en)       | Bombardier LearJet 75                          |
| 2020 (en) | Sheldon Creed (en)     | 5        | 13            | 4      | 2      | Chevrolet     | GMS Racing (en)             | Chevy Accessories                              |
| 2019 (en) | Matt Crafton (en)      | 0        | 18            | 3      | 51     | Ford          | Kyle Busch Motorsports (en) | Ideal Door / Menards                           |
| 2018 (en) | Brett Moffitt          | 6        | 0             | 13     | 16     | Chevrolet     | Hattori Racing Enterprises  | AISIN Group                                    |
| 2017 (en) | Christopher Bell       | 5        | 5             | 21     | 23     | Toyota        | Kyle Busch Motorsports (en) | NA                                             |
| 2016 (en) | Johnny Sauter          | 3        | 1             | 19     | 23     | Toyota        | GMS Racing (en)             | NA                                             |
| 2015 (en) | Erik Jones             | 3        | 5             | 20     | 23     | Toyota        | Kyle Busch Motorsports (en) | NA                                             |
| 2014 (en) | Matt Crafton (en)      | 2        | 0             | 17     | 22     | Toyota        | ThorSport Racing (en)       | NA                                             |
| 2013 (en) | Matt Crafton (en)      | 1        | 0             | 19     | 88     | Toyota        | ThorSport Racing (en)       | NA                                             |
| 2012 (en) | James Buescher (en)    | 4        | 0             | 14     | 31     | Chevrolet     | Turner Motorsport           | NA                                             |
| 2011 (en) | Austin Dillon          | 2        | 5             | 16     | 3      | Chevrolet     | Richard Childress           | Bass Pro Shops/National Wild Turkey Federation |
| 2010 (en) | Todd Bodine (en)       | 4        | 2             | 20     | 30     | Toyota        | Stephen Germain             | GEICO                                          |
| 2009 (en) | Ron Hornaday Jr. (en)  | 5        | 4             | 20     | 33     | Chevrolet     | Kevin Harvick               | Longhorn Smokeless                             |
| 2008 (en) | Johnny Benson Jr. (en) | 5        | 3             | 18     | 23     | Toyota        | Gail Davis                  | Toyota Certified Used Vehicles                 |
| 2007 (en) | Ron Hornaday Jr. (en)  | 4        | 1             | 22     | 33     | Chevrolet     | Kevin Harvick               | Camping World                                  |
| 2006 (en) | Todd Bodine (en)       | 3        | 1             | 16     | 30     | Toyota        | Stephen Germain             | Lumber Liquidators                             |
| 2005 (en) | Ted Musgrave (en)      | 1        | 1             | 15     | 1      | Dodge         | Jim Smith                   | Mopar                                          |
| 2004 (en) | Bobby Hamilton (en)    | 4        | 0             | 16     | 4      | Dodge         | Bobby Hamilton (en)         | Square D                                       |
| 2003 (en) | Travis Kvapil          | 1        | 0             | 22     | 16     | Chevrolet     | Steve Coulter               | IWX Freight                                    |
| 2002 (en) | Mike Bliss             | 5        | 4             | 18     | 16     | Chevrolet     | Steve Coulter               | IWX Freight                                    |
| 2001 (en) | Jack Sprague (en)      | 7        | 17            | 4      | 24     | Chevrolet     | Rick Hendrick               | NetZero                                        |
| 2000 (en) | Greg Biffle            | 5        | 4             | 18     | 50     | Ford          | Jack Roush                  | W. W. Grainger                                 |
| 1999 (en) | Jack Sprague (en)      | 1        | 19            | 3      | 24     | Chevrolet     | Rick Hendrick               | GMAC                                           |
| 1998 (en) | Ron Hornaday Jr. (en)  | 6        | 2             | 22     | 16     | Chevrolet     | Dale Earnhardt              | NAPA                                           |
| 1997 (en) | Jack Sprague (en)      | 3        | 5             | 23     | 24     | Chevrolet     | Rick Hendrick               | Quaker State (en)                              |
| 1996 (en) | Ron Hornaday Jr. (en)  | 4        | 2             | 23     | 16     | Chevrolet     | Dale Earnhardt              | NAPA                                           |
| 1995 (en) | Mike Skinner           | 8        | 7             | 18     | 3      | Chevrolet     | Richard Childress           | GM Goodwrench                                  |